# Giro del Lazio 1955
Il Giro del Lazio 1955, ventunesima edizione della corsa, si svolse il 6 novembre 1955. La vittoria fu appannaggio dell'italiano Loretto Petrucci, il quale precedette i connazionali Luciano Maggini e Bruno Monti.

## Ordine d'arrivo (Top 10)
| Pos. | Corridore           | Squadra | Tempo |
| ---- | ------------------- | ------- | ----- |
| 1    | Loretto Petrucci    | Lygie   |       |
| 2    | Luciano Maggini     | Atala   |       |
| 3    | Bruno Monti         | Atala   |       |
| 4    | Luciano Ciancola    | Arbos   |       |
| 5    | Nello Fabbri        | Legnano |       |
| 6    | Virgilio Rezzi      | -       |       |
| 7    | Giuliano Michelon   | Atala   |       |
| 8    | Vincenzo Zucconelli | Legnano |       |
| 9    | Flaminio Giusti     | -       |       |
| 10   | Lido Sartini        | Arbos   |       |